# 八幡神社 (横須賀市久里浜)

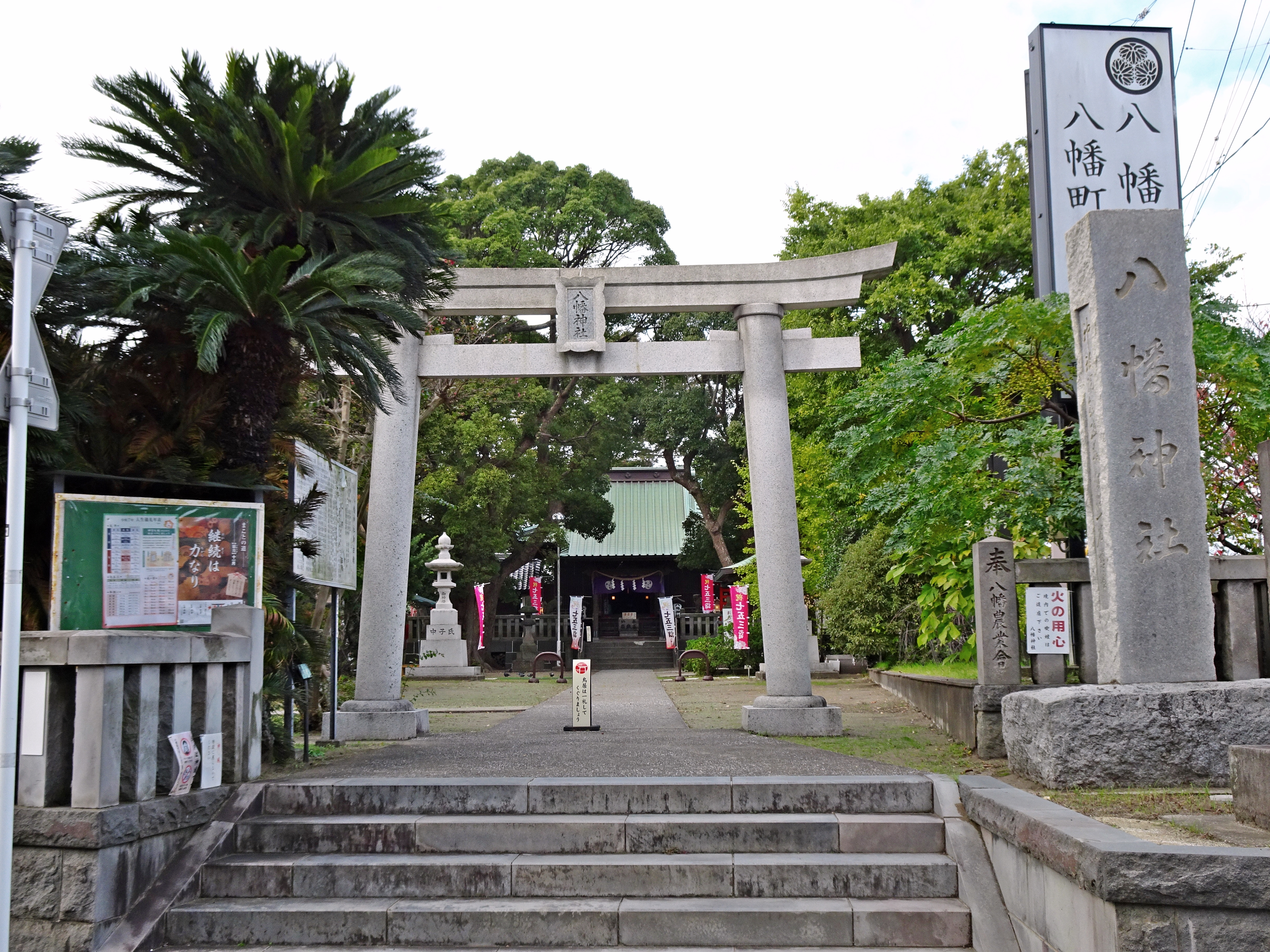
鳥居

八幡神社（はちまんじんじゃ）は、神奈川県横須賀市久里浜にある神社。地名を冠して久里浜八幡神社（くりはまはちまんじんじゃ）とも称される。

## 概要
JR久里浜駅・京急久里浜駅の西方近隣に鎮座している。
創建は養老4年（720年）とされる。鴨居八幡神社や久里浜天神社などと同じく、祭礼に関しては、合祀されている八雲神社（牛頭天王社）の夏祭り（八雲祭、いわゆる祇園祭）が中心となっている。

## 祭神
- 誉田別尊（応神天皇）

## 境内社
- 稲荷社
- 海軍工作神社[4]